# Єнбек (Єсільський район)
Єнбе́к (каз. Еңбек) — село у складі Єсільського району Північноказахстанської області Казахстану. Входить до складу Покровського сільського округу.
Населення — 106 осіб (2021; 205 у 2009, 301 у 1999, 312 у 1989).
Національний склад станом на 1989 рік:
- казахи — 100 %.

Колишня назва — Єсільське.